# Плезант Хил (Ајова)
Плезант Хил (енгл. Pleasant Hill) град је у америчкој савезној држави Ајова. По попису становништва из 2010. у њему је живело 8.785 становника.

## Демографија
Према попису становништва из 2010. у граду је живело 8.785 становника, што је 3.715 (73,3%) становника више него 2000. године.
| Група             | 2000.         | 2010.         |
| Белци             | 4.762 (93,9%) | 7.741 (88,1%) |
| Афроамериканци    | 40 (0,8%)     | 235 (2,7%)    |
| Азијати           | 88 (1,7%)     | 220 (2,5%)    |
| Хиспаноамериканци | 123 (2,4%)    | 397 (4,5%)    |
| Укупно            | 5.070         | 8.785         |